# Dischma
Das Dischma (Betonung auf dem -a) ist ein Hochtal auf dem Gebiet der schweizerischen Gemeinde Davos. Der Name leitet sich ab vom lateinischen decimus «Zehnter», das als decimata im 12. Jahrhundert bezeugt ist.

## Lage
Das Dischma ist das mittlere der drei langgestreckten, sanft abfallenden und von der Davoser Hochebene sich parallel nach Südosten Richtung Engadin erstreckenden Hochtäler; nordöstlich schliesst sich das Flüela an, südwestlich das Sertig. Es wird vom Dischmabach entwässert. Der Talboden liegt etwa zwischen 1500 und 2000 Höhenmetern. Die wichtigsten Seitentäler sind das Rüedisch Tälli und das Rinertälli.

## Siedlungen
Im Tal liegen einige kleine Siedlungen und Alpen. Zu den wichtigsten zählen, talaufwärts: In den Büelen, Wildi (1577 m ü. M.), Uf den Chaiseren (1590 m), In den Stücken (1616 m), Stillberg (1974 m), Hof (1664 m), Teufi (1700 m), Boden (1704 m), Gadmen (1819 m), Am Rin (1846 m), Grossalp (1953 m) und Dürrboden (2007 m).
Diese Höfe bilden die Nachbarschaft Dischma, die zur ehemaligen Fraktionsgemeinde Davos Platz gehört.

## Pässe und Gletscher
Am Talschluss befinden sich die beiden ins Engadin führenden Pässe Scalettapass (Cuolm S-chaletta) und Fuorcla da Grialetsch mit der Grialetschhütte des SAC. Der Scalettapass war im Spätmittelalter und in der Frühneuzeit für den Weinimport (Säumerei) aus dem Veltlin nach Davos von Bedeutung. Der Talschluss wird ferner bestimmt vom Scalettagletscher, der sich zwischen Piz Grialetsch (3131 m) und Scalettahorn (3068 m) erstreckt.

## Umliegende Berge

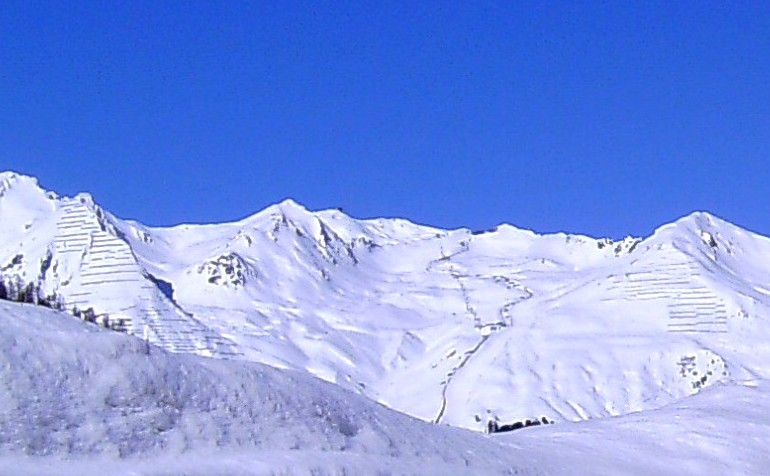
Blick aus dem Tal auf das Skigebiet Parsenn

Wichtigste Erhebungen zum Flüela hin sind Schwarzhorn (3146 m), Piz Radönt (3065 m), Sentischhorn (2827 m) und Baslersch Chopf (2629 m); zum Sertig hin Bocktenhorn (3044 m), Jatzhorn (2682 m) und das mit Bergbahnen erschlossene Jakobshorn (2590 m).
Die zwei Täler Dischma und Sertig sind auch Ausgangspunkte für eine mehrtägige Wanderung zum Piz Kesch, einem im englischen Sprachgebrauch Ultra genannten Berg, weil er eine Eigenständigkeit von über 1500 Metern aufweist. Eine Kesch-Trek genannte Wanderung beginnt im Dischma, führt zur Kesch-Hütte und um den Berg herum.
Durch Dischma und Sertig führt auch der Rundkurs des seit 1986 jährlich ausgetragenen Swissalpine Marathon Davos.

## Verkehr
Von Davos nach Dürrboden verkehrt die Linie 12 der Verkehrsbetriebe Davos in unregelmässigen Abständen.